# Morne Patates
Morne Patates är ett berg i Dominica.   Det ligger i parishen Saint Mark, i den södra delen av landet, 10 km söder om huvudstaden Roseau.
Terrängen runt Morne Patates är kuperad. Havet är nära Morne Patates åt sydväst.  Närmaste större samhälle är Roseau, 9,7 km norr om Morne Patates. 